# فیفا ۲۳
فیفا ۲۳ (به انگلیسی: FIFA 23) یک بازی ویدئویی شبیه‌سازی فوتبال است. این سی‌اُمین و آخرین قسمت از سری فیفا است که در ۳۰ سپتامبر ۲۰۲۲ برابر با ۸ مهر ۱۴۰۱ برای رایانه‌های شخصی، نینتندو سوئیچ، پلی استیشن ۴، پلی استیشن ۵، ایکس باکس وان، ایکس باکس سری ایکس و اس، منتشر شد.
این بازی آخرین بازی با همکاری الکترونیک آرتس و فیفا در سری فوتبال است. بازی‌های آینده شبیه‌سازی فوتبال توسط الکترونیک آرتس بدون درج نام فیفا قرار است تحت پرچم EA Sports FC نام‌گذاری شوند.
این بازی همچنین دیگر تیم‌های جی‌لیگ را نخواهد داشت، زیرا ای‌ای اسپورتس و لیگ فوتبال ژاپن پایان همکاری شش ساله خود را اعلام کردند. تیم فوتبال یوونتوس هم پس از غیبت سه ساله دوباره به بازی بازگشته است. در بازی فیفا ۲۳ فوتبال بانوان که در نسخه‌های قبلی بازی فقط شامل تیم‌های ملی زنان بود، گسترش یافته و اکنون شاهد حضور لیگ برتر زنان انگلستان و لیگ ۱ فوتبال زنان فرانسه هستیم. همچنین تیم‌های ملی قطر، مراکش، غنا و کرواسی نیز به بازی اضافه شده‌اند. در این بازی از فناوری هایپر موشن ۲ استفاده شده‌است و حرکات بازیکنان بسیار شبیه به حرکات واقعی آنان در زمین فوتبال است.
در تاریخ «۱۱ نوامبر ۲۰۲۲» یا «۲۰ آبان ۱۴۰۱»، ای‌ای اسپورتس بسته الحاقی جام جهانی ۲۰۲۲ مردان و ۲۰۲۳ زنان را به صورت رایگان منتشر کرد. در بسته الحاقی جام جهانی ۲۰۲۲ مردان، تیم ملی فوتبال مردان ایران نیز حضور دارد. همچنین در بسته جام جهانی ۲۰۲۳ زنان برای اولین بار در تاریخ این سری یک زن با حجاب اسلامی در این بازی حاضر شد.

## ۲۱ بازیکن برتر بازی
۱.  کریم بنزما (۹۱)
۲.  روبرت لواندوفسکی (۹۱)
۳.  کیلیان امباپه (۹۱)
۴.  کوین دی بروینه (۹۱)
۵.  لیونل مسی (۹۱)
۶.  محمد صلاح (۹۰)
۷.  ویرجیل فن دایک (۹۰)
۸.  کریستیانو رونالدو (۹۰)
۹.  تیبو کورتوا (۹۰)
۱۰.  مانوئل نویر (۹۰)
۱۱.  نیمار (۸۹)
۱۲.  سون هیونگ مین (۸۹)
۱۳.  سادیو مانه (۸۹)
۱۴.  جاشوآ کیمیش (۸۹)
۱۵.  کاسمیرو (۸۹)
۱۶.  آلیسون بکر (۸۹)
۱۷.  ادرسون مورائس (۸۹)
۱۸.  ارلینگ هالند (۸۹)
۱۹.  یان اوبلاک (۸۹)
۲۰.  انگولو کانته (۸۹)
۲۱.🇧🇪تیبوت کورتوا(۸۸)

## اسطوره‌های جدید
- لوسیو
- ژان-پیر پاپن
- رودی فولر
- دیگو فورلان
- رافائل مارکز
- خاویر ماسچرانو
- ریکاردو کاروالیو
- توماس برولین
- هری کیول
- یحیی توره
- کلودیو مارکیزیو
- لندون داناون
- خوان کاپدویلا
- سیدنی گووو
- درک کویت
- پارک جی سونگ
- ووجیمیش اسمولارک
- سعید العویران
- پیتر کراوچ

## موسیقی متن
در کنار موسیقی متن اصلی بازی، ۴۰ قطعه از ۱۰۰ آهنگ محبوب عناوین قبلی فیفا که در مجموع به عنوان «موسیقی متن نهایی فیفا» شناخته می‌شوند در نوامبر ۲۰۲۲ به بازی اضافه شدند. این آهنگ‌ها شامل «آهنگ ۲» از بلر فیفا ۹۸: در راه جام جهانی، «دوباره مرا دوست بدار» اثر جان نیومن (فیفا ۱۴) و «شب‌ها» اثر آویچی (فیفا ۱۵) می‌باشد. در نتیجه این اضافات، موسیقی متن فیفا ۲۳ بزرگ‌ترین موسیقی این سری است.